# بولينا أغورييفا
بولينا فلاديميروفنا أغورييفا (بالروسية: Поли́на Влади́мировна Агуреев) هي ممثلة روسية على المسرح ومغنية أغاني. ولدت يوم 9 سبتمبر 1976 في فولجوجراد في روسيا. وهي حائزة على جائزة الدولة لروسيا الاتحادية.

## روابط خارجية
- بولينا أغورييفا على موقع IMDb (الإنجليزية)
- بولينا أغورييفا على موقع قاعدة بيانات الفيلم (الإنجليزية)
- بولينا أغورييفا على موقع كينوبويسك (الروسية)